# 真實的自我 (Buono!單曲)
「真實的自我」（日语：ホントのじぶん）是日本的女子偶像組合Buono!出道的第1張單曲。2007年10月31日發售。發售公司是波麗佳音。

## 概要
- 「真實的自我」是電視動畫「守護甜心!」的片尾曲，「心之卵」是同動畫的片頭曲。
- 「真實的自我」的中心是夏燒雅。

## 收錄曲
1. ホントのじぶん
（作詞：岩里祐穂、作曲：木之下慶行、編曲：西川進）
2. こころのたまご
（作詞：川上夏季、作曲：ムラマツテツヤ、編曲：安部潤）
3. ホントのじぶん(Instrumental)
4. こころのたまご(Instrumental)

## 外部連結
- YouTube上的Buono! 『真實的自我』 (MV)
- Buono!官方唱片 Archive.today的存檔，存档日期2009-05-02
- 波麗佳音Buono!唱片